# Bataille d'Otonetë
Guerres ottomano-albanaise
La bataille d'Otonetë a eu lieu le 27 septembre 1446 dans la haute Debar en Albanie. Le commandant ottoman, Mustafa Pacha, a été envoyé en Albanie, mais a été bientôt intercepté et vaincu par Skanderbeg. C'était l'une des nombreuses victoires remportées par Skanderbeg.

## Contexte
Peu de temps après que Skanderbeg a uni les princes albanais en 1443, l'Empire ottoman a envoyé des forces pour réprimer la rébellion. La première armée envoyée fut vaincue en 1444 à Torvioll. Une autre force a été envoyée un an plus tard mais a été de nouveau vaincue par Skanderbeg à Mokra. Après avoir établi des relations diplomatiques avec de nombreuses grandes puissances européennes, Mourad II a repris sa campagne pour écraser toute résistance restante dans les Balkans.

### Prélude et bataille
Alors que Mourad préparait ses forces à lancer une campagne contre Hunyadi, qui était cette année-là proclamé régent de la Hongrie, il envoya une force de 15 000 cavaliers sous Mustafa Pacha en Albanie. Le plan turc était de mener une guerre d'usure, de piller la terre et d'infliger la terreur à la population, tout en évitant les batailles rangées. Mustafa a divisé sa force en deux et a envoyé un contingent au combat tout en maintenant l'autre dans une position fortifiée: Otonetë. Lorsque Skanderbeg apprit que l'armée ottomane était divisée, il attaqua Otonetë avec 5 000 hommes. Le camp a été mis en désordre alors que les Albanais l'ont percé, « le transformant en abattoir ».

## Conséquences
5 000 soldats ottomans sont tombés et 300 ont été faits prisonniers. Tout le camp et ses approvisionnements tombèrent entre les mains de Skanderbeg. Après cette défaite, Mourad a ordonné à Mustafa de défendre la frontière et de ne pas effectuer d'actions qui pourraient provoquer une autre défaite. L'année a été un succès pour les Albanais, sauf que Pal Dukagjini (en), l'un des alliés les plus proches et les plus puissants de Skanderbeg, est mort de causes naturelles.

## Sources
- (sq) Gennaro Francione et Donika Aliaj (dir.) (trad. Tasim Aliaj), Skënderbeu, një hero modern : (Hero multimedial) [« Skanderbeg, a modern hero (Hero multimedia) »], Tiranë, Albania, Shtëpia botuese "Naim Frashëri", 2006 (1re éd. 2003) (ISBN 99927-38-75-8, lire en ligne)